# ŽKK Partizan Belgrade
Maillots
Le Ženski Košarkaški Klub Partizan (ou ŽKK Partizan Belgrade) est un club féminin serbe de basket-ball situé dans la ville de Belgrade et section du club omnisports du Partizan Belgrade.

## Palmarès
- Championnat de Yougoslavie
  - Trois fois vainqueur, en 1983–84, 1984–85, 1985–86

- Championnat de Serbie
  - Quatre fois vainqueur, en 2009–10, 2010–11, 2011–12, 2012–13
  - Une fois finaliste en 2008–09

- Coupe de Yougoslavie
  - Deux fois vainqueur, en 1984–85, 1985–86
  - Quatre fois finaliste en 1978–79, 1982–83, 1995–96, 1999–00

- Coupe de Serbie
  - Trois fois vainqueur en 2010–11, 2012–13, 2017–18
  - Une fois finaliste en 2009–10

- Adriatic League
  - Deux fois vainqueur  en 2011–12, 2012–13

## ŽKK Partizan Belgrade 2012/13.
- Tamara Radočaj
- Saša Čađo
- Lidija Vučković
- Marina Mandić
- Nevena Jovanović
- Jelena Antić
- Dajana Butulija
- Kristina Baltić
- Milica Deura
- Biljana Dimitrijević
- Milica Dabović (capitaine)
- Biljana Stanković
- Brooke Queenan
- Ivona Bogoje

Entraîneur : Marina Maljković

## Joueuses célèbres ou marquantes
- Ljiljana Stanojević
- Biljana Majstorović
- Olivera Krivokapić
- Zorana Cvetković
- Dragana Boreli
- Zorica Ivetić
- Olgica Mašić
- Radmila Lekić
- Sonja Krnjaja
- Dragana Marković
- Tanja Stevanović
- Jelica Komnenović
- Stojna Vangelovska
- Jelena Popović
- Cvetana Dekleva
- Andreja Pukšić
- Dragana Simić
- Merhunisa Omerović
- Mirjana Prljević
- Olja Petrović
- Jelica Dabović
- Jelica Čanak
- Dunja Prćić
- Iva Roglić
- Dina Šesnić
- Mina Maksimović
- Ivona Jerković
- Katica Krivić
- Ilvana Zvizdić
- Tanja Vesel
- Jasmina Milojković
- Branka Stojićević
- Sanja Vesel
- Tanja Stokić
- Dijana Bukovac
- Mirjana Medić
- Aleksandra Radulović
- Jadranka Savić
- Sanja Lancoš
- Svetlana Stanić
- Ivanka Matić
- Tanja Turanjanin
- Ljiljana Božičković
- Slavica Ilić
- Tatjana Velanac
- Gordana Tešić
- Aleksandra Samardžić
- Aleksandra Kukulj
- Dušanka Ćirković
- Bojana Janković
- Alicia Gladden
- Nataša Ivančević
- Neda Đurić
- Jelena Špirić
- Sanja Kovrlija
- Suzana Milovanović
- Jovana Milovanović
- Ivana Drmanac
- Tamara Ružić
- Andrijana Vasović
- Jovana Vukoje
- Ljiljana Tomašević
- Jelena Dangubić
- Jelena Maksimović
- Svetlana Petrović
- Biljana Stjepanović
- Milena Krstajić
- Bojana Vulić
- Tijana Brdar
- Jelena Radić
- Mirjana Velisavljević
- Milena Vukićević
- Sheena Moore
- Jasmine Stone
- Latoya Williams
- Maja Miljković
- Hajdana Radunović
- Nataša Bučevac
- Mirjana Beronja

## Entraîneurs successifs
- Borislav Ćorković
- Dragoljub Pljakić
- Vladislav Lučić
- Ljiljana Stanojević
- Dragomir Bukvić
- Miroslav Kanjevac
- Slađan Ivić
- Dragan Vuković
- Marina Maljković (depuis)